# Cmentarz prawosławny w Piotrkowie Trybunalskim

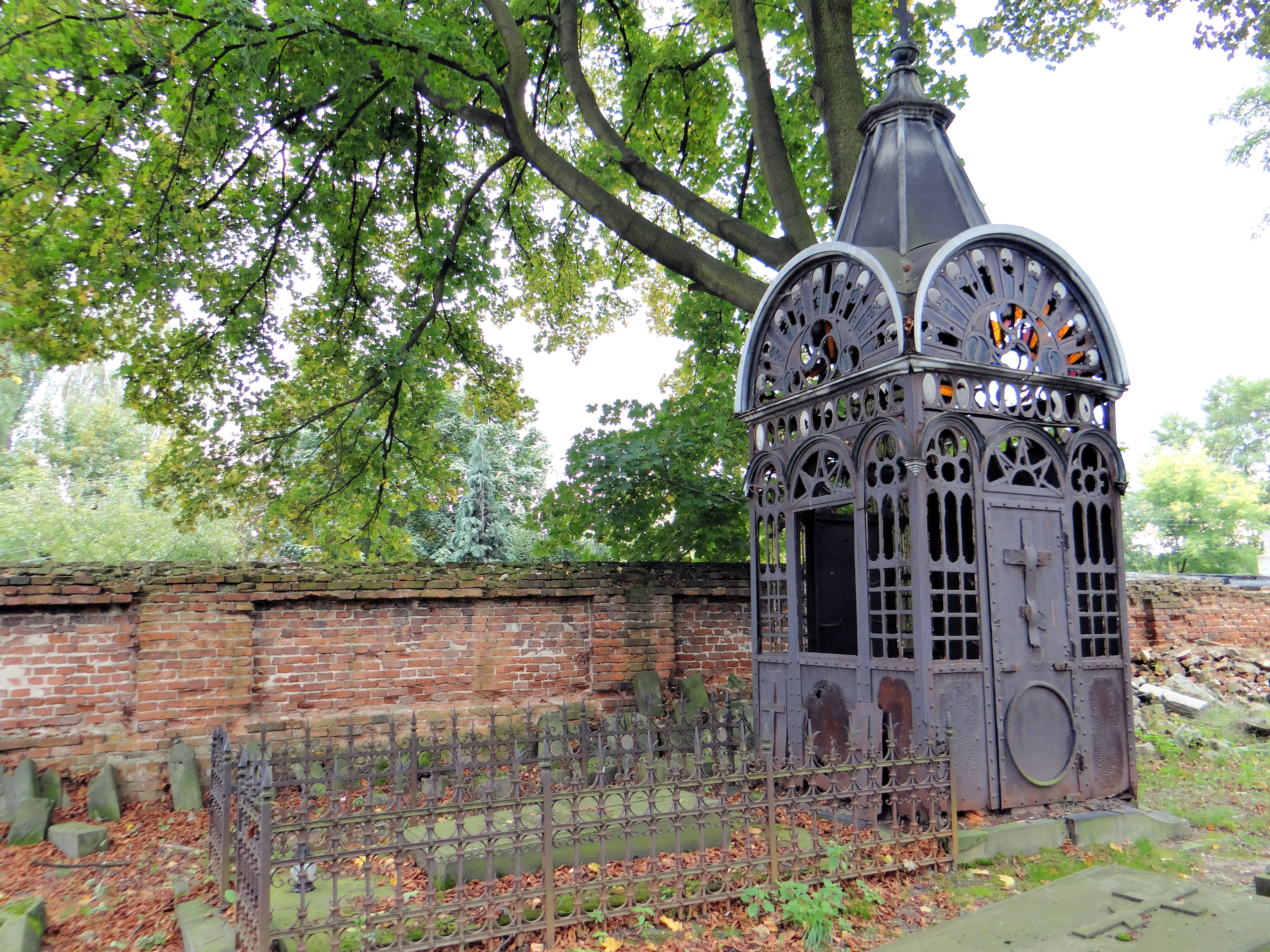
Porzucona kaplica nagrobna

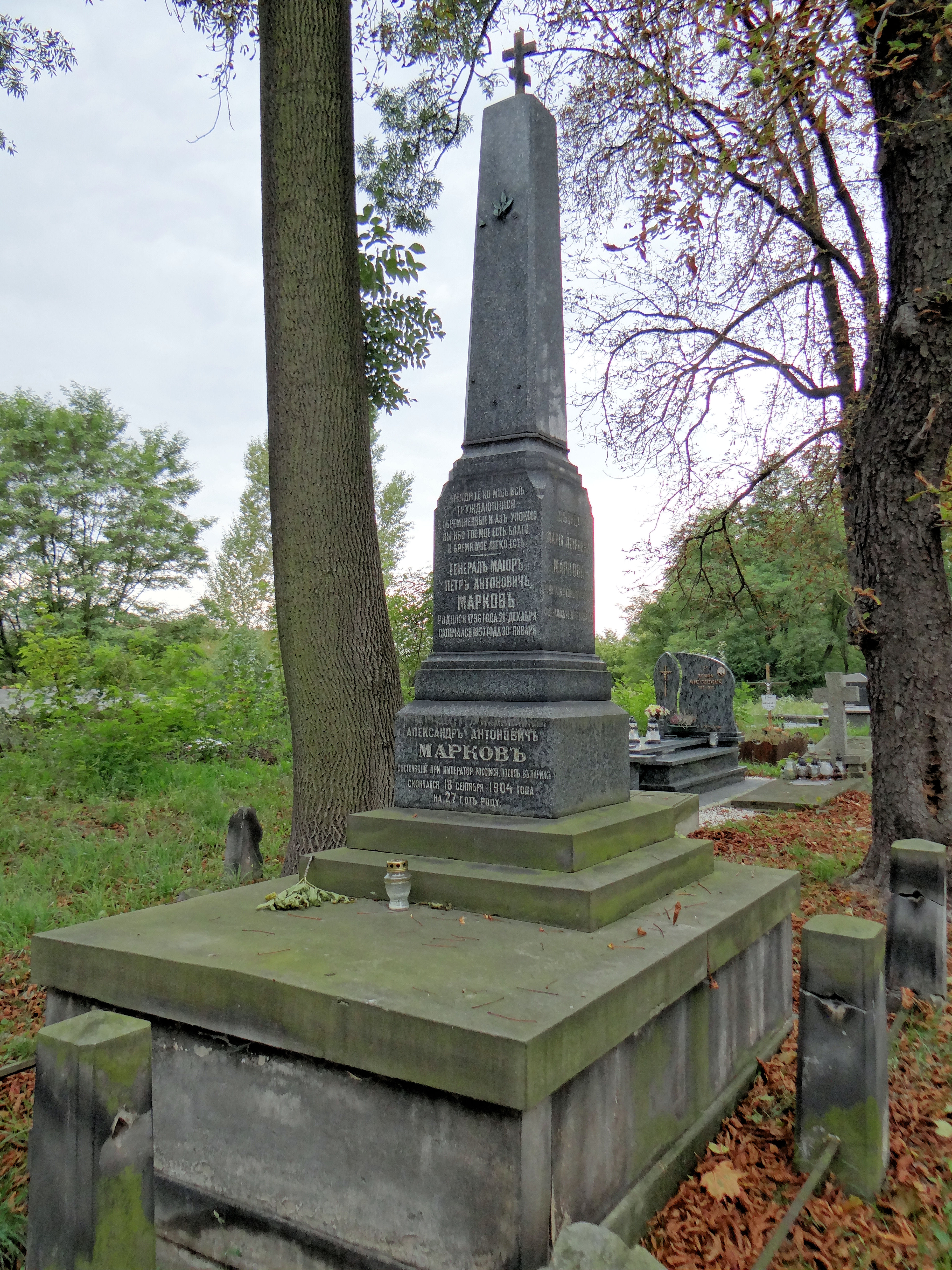
Nagrobek gen. Piotra Markowa z 1857

Cmentarz prawosławny w Piotrkowie Trybunalskim – prawosławna zabytkowa nekropolia znajdująca się w Piotrkowie Trybunalskim, połączona z cmentarzami rzymskokatolickim oraz ewangelickim.
Cmentarz prawosławny początkowo funkcjonował w bezpośrednim sąsiedztwie cerkwi Wszystkich Świętych. Następnie w związku z zakazem dalszego dokonywania pochówków w centrum miasta prawosławni założyli w 1830 nowy cmentarz, połączony z nekropolią łacińską. Ok. 1870 obydwa cmentarze zostały rozdzielone żeliwnym ogrodzeniem, rozebranym po 1918.
Na cmentarzu zachował się szereg nagrobków z XIX i XX w. Są to m.in. groby rosyjskich żołnierzy ze stacjonującego w Piotrkowie 8 Pułku Strzelców, carskich urzędników, prawosławnych duchownych. Większość nagrobków należy do Rosjan, oprócz nich na cmentarzu chowani byli prawosławni Białorusini, Ukraińcy (w tym żołnierze URL) i Polacy. Nekropolia przetrwała bez większych strat okres II wojny światowej, była natomiast sukcesywnie dewastowana w czasach PRL. Zniszczono wówczas większość nagrobków żołnierzy ukraińskich, wydawano zezwolenia na wznoszenie nowych grobów na miejscu zabytkowych, świadomie podcinano gałęzie drzew tak, by ich upadek powodował niszczenie pomników nagrobnych, do niszczenia nekropolii przyczyniał się także brak konserwacji.
Stan techniczny nagrobków na cmentarzu jest różny, tylko nieliczne były poddawane zabiegom konserwatorskim. Cmentarz, wraz z kaplicą pogrzebową, kaplicą grobową Tatiany Andriejewej i ogrodzeniem z bramą, został wpisany 28 kwietnia 1995 do rejestru zabytków pod numerem 446.